# Palatine
Palatine is een plaats (village) in de Amerikaanse staat Illinois, en valt bestuurlijk gezien onder Cook County. De plaats is een noordwestelijke voorstad van Chicago.

## Demografie
Bij de volkstelling in 2000 werd het aantal inwoners vastgesteld op 65.479.
In 2006 is het aantal inwoners door het United States Census Bureau geschat op 67.396, een stijging van 1917 (2,9%).

## Geografie
Volgens het United States Census Bureau beslaat de plaats een oppervlakte van
33,9 km², waarvan 33,6 km² land en 0,3 km² water. Palatine ligt op ongeveer 225 m boven zeeniveau.

## Plaatsen in de nabije omgeving
De onderstaande figuur toont nabijgelegen plaatsen in een straal van 8 km rond Palatine.

## Geboren
- Christina Moore (1973), actrice
- Michael Bradley (1987), voetballer